# Accarezzami amore/Mi cercherai
Accarezzami amore/Mi cercherai è il 7° singolo della cantante italiana Iva Zanicchi, pubblicato nel 1965.

## Tracce
Lato A
- Accarezzami amore - 2:27 - (Pallavicini/Bargoni)

Lato B
- Mi cercherai - 2:16 - (Testa/Remigi)